# Cantonul Monclar
Cantonul Monclar este un canton din arondismentul Villeneuve-sur-Lot, departamentul Lot-et-Garonne, regiunea Aquitania, Franța.

## Comune
- Fongrave
- Monclar (reședință)
- Montastruc
- Pinel-Hauterive
- Saint-Étienne-de-Fougères
- Saint-Pastour
- Tombebœuf
- Tourtrès
- Villebramar